# Bože pravde
Bože pravde (lett. "O Dio della giustizia") è un inno scritto nel 1872 da Jovan Đorđević (1826-1900) e composto da Davorin Jenko (1835-1914). Oggi è usato dalla Serbia e fino al 2006 anche dalla Repubblica Serba di Bosnia ed Erzegovina.

## Storia
In origine era l'inno del Regno di Serbia, e il testo originale conteneva riferimenti al re serbo. Tale testo rimase in uso nella Repubblica Serba di Bosnia-Erzegovina (che adotta oggi l'inno "Moja Republika"), mentre la versione adottata dalla Repubblica di Serbia ha visto la sostituzione in quattro versi (segnalati con *) dei riferimenti monarchici, dal momento che la Serbia è ancora repubblica.
Davorin Jenko, sloveno, fu chiamato a Belgrado dal re di Serbia per dirigervi il conservatorio di musica. Qui musicò l'opera lirica Markova sablja ("La spada di Marco") su testo di Dordevic. Il coro finale dell'opera venne dichiarato dal re inno nazionale della Serbia nel 1882. La musica è caratterizzata da una certa solennità.
Dopo il 1918, con la nascita del Regno jugoslavo, all'interno dell'inno serbo vennero inseriti gli inni croato e sloveno, in modo da ricavarne un inno composito così formato: Inno serbo di Davorin Jenko-Inno croato del serbo Josip Runjanin-Inno sloveno dell'epoca dello stesso Davorin Jenko-ripresa dell'Inno serbo di Davorin Jenko.
Con la fondazione della Jugoslavia comunista a Jajce nel 1943 l'inno composito del regno venne abolito e sostituito dalla versione slava Hej slaveni dell'inno polacco. Tale inno rimase in vigore nella Jugoslavia ridotta del 1991, poi divenuta Federazione Serbia-Montenegro, e fu soppresso nel 2006 con lo scioglimento di tale federazione.

## Versione Serba

### Traslitterazione in caratteri latini
Bozhe pravde, ti shto spase

od propasti dosad nas,

Chuy i odsad nashe glase

i od sad nam budi spas
Motshnom rukom vodi, brani

budutshnosti srpske brod,

Bozhe spasi, Bozhe brani

srpskog kralya, srpski rod!
Slozhi srpsku bratshu dragu

na svak dichan slavan rad

sloga bitshe poraz vragu

a nayyachi srpstvu grad.
Nek na srpskoy blista grani

bratske sloge znatan plod

Bozhe spasi, Bozhe brani

srpskog kralya, srpski rod!
Nek na srpsko verdo chelo

tvog ne nadne gneva grom

Blagoslovi Srbu selo polye

Nyivu, grad i dom!
Kad nastupe borbe dani

k pobedi mu bodi hod

Bozhe spasi, Bozhe brani

srpske kralya, srpski rod!
Iz mrachnoga sinu groba

srpske slave novi syay

nastalo ye novo doba

Novu sretshu, Bozhe day!
Otajbinu srpsku brani

pet vekovne borbe plod

Bozhe spasi, Bozhe brani

moli ti se srpski rod!

## Versione della Serbia

### In cirillico
Боже правде, ти што спасе

од пропасти досад нас,

чуј и одсад наше гласе

и од сад нам буди спас.
Моћном руком води, брани

будућности српске брод,

Боже спаси, Боже храни,

српске земље, српски род!*
Сложи српску браћу драгу

на свак дичан славан рад,

слога биће пораз врагу

а најјачи српству град.
Нек на српској блиста грани

братске слоге знатан плод,

Боже спаси, Боже храни

српске земље, српски род!*
Нек на српско ведро чело

твог не падне гнева гром

Благослови Србу село

поље, њиву, град и дом!
Кад наступе борбе дани

к' победи му води ход

Боже спаси, Боже храни

српске земље, српски род!*
Из мрачнога сину гроба

српске славе нови сјај

настало је ново доба

Нову срећу, Боже дај!
Отаџбину српску брани

пет вековне борбе плод

Боже спаси, Боже брани*

моли ти се српски род!

### Traslitterazione in caratteri latini
Bozhe pravde, ti shto spase

od propasti dosad nas,

Chuy i odsad nashe glase

i od sad nam budi spas
Motshnom rukom vodi, brani

budutshnosti srpske brod,

Bozhe spasi, Bozhe khrani

srpske zemlye, srpski rod!*
Slozhi srpsku bratshu dragu

na svak dichan slavan rad

sloga bitshe poraz vragu

a nayyachi srpstvu grad.
Nek na srpskoy blista grani

bratske sloge znatan plod

Bozhe spasi, Bozhe khrani

srpske zemlye, srpski rod!*
Nek na srpsko vedro chelo

tvog ne padne gneva grom

Blagoslovi Srbu selo,

polye, nyivu, grad i dom!
Kad nastupe borbe dani

k' pobedi mu vodi hod

Bozhe spasi, Bozhe khrani

srpske zemlye, srpski rod!*
Iz mrachnoga sinu groba

srpske slave novi syay

nastalo ye novo doba

Novu sretshu, Bozhe day!
Otajbinu srpsku brani

pet vekovne borbe plod

Bozhe spasi, Bozhe brani*

moli ti se srpski rod!